# Mary Eleanor Wilkins Freeman
Mary Eleanor Wilkins Freeman (Randolph, Massachusetts 1852 - Metuchen, Nova Jersey,1930) va ser una escriptora nord-americana. En néixer, va ser batejada amb el nom de Mary Ella.

## Biografia
Filla d'Eleanor Lothrop i Warren Edward Wilkins, els seus pares practicaven el congregacionalisme, per la qual cosa les imposicions religioses són rellevants en algunes de les seves obres.
El 1867, la família es va traslladar a Brattleboro (Vermont), on Freeman es va graduar a l'escola secundària. Després d'un any en el Seminari femení de Mount Holyoke, a South Hadley (Massachusetts), va començar a escriure històries i poemes dedicats a la mainada. Quan es va produir la fallida del negoci familiar a Vermont el 1873, els Wilkins va tornar a Randolph. En la seva adolescència, es va confrontar entre l’estima de la seva mare i la seva rebel·lió en assumir la submissió domestica que s'esperava d'una dona. El seu conte The revolt of Mother (1891) és significatiu, ja que il·lustra la lluita de les dones rurals dins de les seves famílies. La seva mare va morir el 1876, i ella va canviar el seu segon nom per "Eleanor" en memòria seva. El seu pare va morir sobtadament el 1883, i ella va quedar sense cap familiar proper i amb una herència de només 973 dòlars. Wilkins va anar a viure amb una amiga de la infància, Mary J. Wales i va començar a escriure per a guanyar-se la vida. A Two Friends parla d’aquells anys, de la seva percepció social i de l'homosexualitat.
L'obra més important la va escriure a les dècades de 1880 i 1890 i la seva producció compta amb més de dues dotzenes de volums de contes i novel·les. Coneguda sobretot per dues col·leccions de contes A Humble Romance and Other Stories (1887) i A New England Nun and Other Stories (1891), també va escriure contes infantils i poemes, desenvolupant els seus valors feministes on les dones són presentades com heroïnes en contínua lluita per imposar la seva individualitat davant de les pressions socials. A través de personatges com la Louise del seu conte, A New England Nun, desafia les idees sobre els rols i els valors de la societat. Quan el sobrenatural desperta el seu interès, el resultat fou un recull de contes breus entre el realisme i el sobrenatural com The Wind in the Rose Bush and Other Stories of the Supernatural (1903).
Durant una visita a Metuchen (Nova Jersey) a l'any 1892, va conèixer Charles Manning Freeman, un metge sense exercici set anys més jove que ella. Es van casar deu anys més tard, l'1 de gener de 1902 i va demanar al seu editor a Harper's que utilitzés el nom de Mary E. Wilkins Freeman per a totes les seves publicacions. Van construir-se una casa a Metuchen, on l'escriptora es va convertir en una celebritat local. El seu marit patia alcoholisme, addicció als somnífers i tenia fama de faldiller. Un any després es van separar legalment. Ell va morir el 1923 i va llegar la seva riquesa al seu xofer i només un dòlar a la seva exdona.
L'abril de 1926, Freeman va ser la primera persona a rebre la Medalla William Dean Howells per distinció a la ficció de l'Acadèmia Americana de les Arts i les Lletres. Mary EleanorWilkins Freeman va morir d'un atac de cor a Metuchen el 15 de març de 1930, als setanta-set anys.